# Озелла

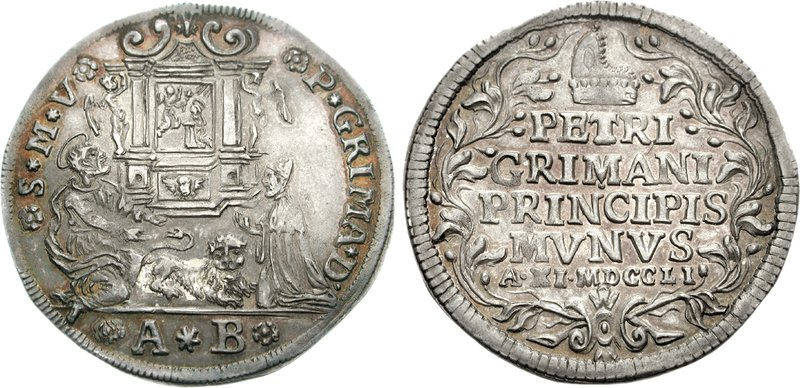
Озелла 1751 года

Озелла, оселла (итал. Osella от итал. uccello — птица) — название донативной монеты Венецианской республики.
Название происходит от итал. uccello — птица. С XIII столетия венецианские дожи делали новогодние подарки ратманам города. Первоначально им презентовали диких воробьёв, впоследствии деньги. С 1521 года для этих целей стали чеканить крупные серебряные, а в редких случаях и золотые монеты, которые и получили название «озеллы».
На аверсе чаще всего помещали изображение коленопреклонённого перед апостолом Марком дожа. Реверс монет за более чем 250-летнюю историю выпуска содержал различные надписи и изображения. Вес озеллы составлял 9,8 г при содержании 9,3 г чистого серебра.
Сначала монета стоила 33 сольдо. По мере их порчи к 1734 году озелла стала эквивалентной 78 сольдо. Таким образом она являлась курантной монетой, то есть такой, стоимость которой зависела от содержания в ней благородного металла. Последняя озелла была отчеканена в 1796 году.